# Newport (condado de Penobscot)
Newport es un lugar designado por el censo ubicado en el condado de Penobscot en el estado estadounidense de Maine. En el Censo de 2010 tenía una población de 1.776 habitantes y una densidad poblacional de 140,89 personas por km².

## Geografía
Newport se encuentra ubicado en las coordenadas 44°50′11″N 69°15′17″O / 44.83639, -69.25472. Según la Oficina del Censo de los Estados Unidos, Newport tiene una superficie total de 12.61 km², de la cual 9.08 km² corresponden a tierra firme y (27.96%) 3.52 km² es agua.

## Demografía
Según el censo de 2010, había 1.776 personas residiendo en Newport. La densidad de población era de 140,89 hab./km². De los 1.776 habitantes, Newport estaba compuesto por el 95.38% blancos, el 0.39% eran afroamericanos, el 0.34% eran amerindios, el 0.62% eran asiáticos, el 0% eran isleños del Pacífico, el 0.34% eran de otras razas y el 2.93% pertenecían a dos o más razas. Del total de la población el 1.58% eran hispanos o latinos de cualquier raza.